# Boranský skot
Boran je plemeno zebu z východní Afriky. Oblastí původu je provincie Boran v jižní Etiopii, zušlechtěné bylo v Keni. Chová se také v Demokratické republice Kongo, Somálsku a v malém počtu též v Austrálii.
Je to dobře osvalený skot střední velikosti s výrazným hrbem. Má lehce vyklenuté čelo a středně dlouhé uši, zvířata mohou být rohatá i bezrohá. Trup je hluboký, končetiny středně dlouhé, jemné. Nejčastěji je zbarvený bíle, s malými tmavými skvrnami, ale může být i červený, černý, dvoubarevný nebo tříbarevný. Je to masné plemeno, jatečná výtěžnost zvířat při extenzivním způsobu chovu je 55 %. Vyznačuje se odolností proti suchu a vysokým teplotám a rezistencí proti parazitům a nemocem, je schopný urazit dlouhé vzdálenosti, krávy jsou plodné, s dobrými mateřskými vlastnostmi.